# Thur (Frankrijk)
De Thur is een rivier in het Franse departement Haut-Rhin, Elzas en behoort tot het stroomgebied van de Rijn. 
De Thur ontspringt bij de Rainkopf. Bij Kruth is een dam in de rivier gelegd, waardoor een stuwmeer, het meer van Wildenstein, is ontstaan. De Thur stroom door Saint-Amarin, Thann, Vieux-Thann en Cernay. Hij mondt uit in de Ill vlak bij Ensisheim. Een zijtak, Vieille Thur genoemd, buigt naar het noorden af en mondt uit in de Lauch.
De zijrivieren van de Thur zijn:
- Ruisseau Langmattruntz
- Ruisseau Wissbach
- Ruisseau Rimbachruntz
- Ruisseau le Ramersbach
- Ruisseau le Waldrunz
- Ruisseau le Kerlen
- Ruisseau Runscherunz
- Ruisseau Steinby
- Ruisseau Rothrunz
- Ruisseau du Grand Ballon
- Ruisseau Altrain
- Ruisseau le Gottbach
- Ruisseau le Veidruntz
- Ruisseau Finsterbach
- Ruisseau de l'Hinter Bockloch
- Ruisseau Heiderbeerenloch
- Ruisseau Frentzlochrunz
- Ruisseau du Vorder Bockloch
- Ruisseau le Tieferunz
- Ruisseau du Krummbach
- Ruisseau le Lawinenrunz

- Système universitaire de documentation: 027649806
- Virtual International Authority File: 132144648628582560898